# 打越駅 (石川県)
打越駅（うちこしえき）は、石川県小松市打越町に存在した北陸鉄道小松線の駅（廃駅）である。

## 歴史
- 1929年（昭和4年）5月15日：白山電気鉄道の駅として開業。
- 1937年（昭和12年）11月4日：小松電気鉄道に社名変更、同社の駅となる。
- 1945年（昭和20年）7月20日：小松電気鉄道から北陸鉄道に営業権譲渡、同社の駅となる。
- 1986年（昭和61年）6月1日：小松線全線廃止により廃駅。

## 駅構造
単式ホーム1面1線の無人駅。線路より南側に位置した。小松工業高校に近いために通学生の利用が多く、小松線の他の無人駅よりも大き目の待合室が設けられていた。乗降客数は1979年当時、一日平均500人。

## 廃止後

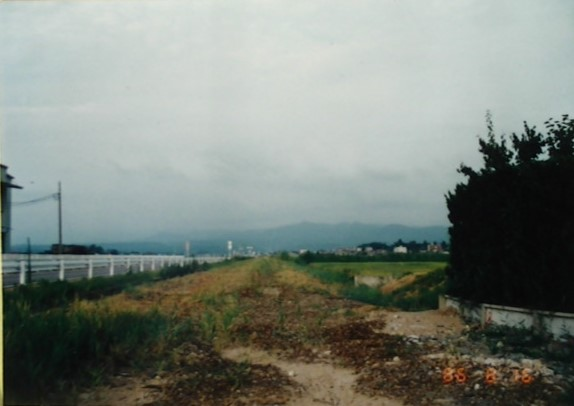
北陸鉄道小松線 打越駅跡（1986年8月）
廃止後約2か月半にして全ての駅施設が取り払われ、更地になった（奥は若杉駅方面）

跡地は4車線道路の歩道部分となっており、現在の打越北交差点の東側が駅の存在した所に当たる。この道路は加賀産業道路との交差部分まで続き、小松線の痕跡は完全に消し去られている。

## 隣の駅
北陸鉄道
小松線
沖駅 - 打越駅 - 若杉駅